# Маса Лубренсе
 За други населени места Маса вижте Маса (пояснение).  
Ма̀са Лубрѐнсе (на италиански: Massa Lubrense; на неаполитански: Mass', Масъ) е пристанищен град и община в Южна Италия, провинция Неапол, регион Кампания. Разположен е на брега на Тиренско море, на северния бряг на Сорентския полуостров. Населението на общината е 14 068 души (към 2011 г.).